# NWA World Junior Heavyweight Championship
El NWA World Junior Heavyweight Championship (Campeonato Mundial Peso Pesado Junior de NWA, en español) es un campeonato mundial de la empresa de lucha libre profesional National Wrestling Alliance (NWA). Siendo el segundo más importante detrás del Campeonato Mundial Peso Pesado de NWA. 
El título Peso Pesado Junior es el único cinturón individual de la empresa con exclusividad de campeón, ya que solo puede ser ostentado por luchadores cuyo peso sea menor a 100 kg (220 lb).

## Historia
El primer campeón fue Ken Fenelos, quien fue galardonado con el título en 1945 por Pinkie George, fundadora de la NWA. Entre 1948 y 1951, el título se unificó con otros títulos de peso pesado junior. Primero, Leroy McGuirk unificó el título con el Campeonato Mundial de Peso Pesado Juvenil de la Asociación Nacional de Lucha Libre cuando derrotó a Billy Goelz en 1949. Luego, Danny McShain derrotó a Rito Romero y unificó el título con la versión de Los Ángeles del título mundial en 1952.
En 1996, se llevó a cabo un torneo para unificar ocho cinturones de campeonato diferentes de cinco organizaciones diferentes, incluida la NWA. [2] El torneo para coronar a los primeros campeones se llevó a cabo durante cuatro noches, del 2 al 5 de agosto de 1996, las mismas fechas en las que tuvo lugar el evento anual G1 Climax de New Japan Pro-Wrestling , promocionando dos torneos importantes en una gira. . [2] A Jushin Thunder Liger se le atribuye la idea de la J-Crown. [2] El campeón inaugural fue The Great Sasuke . [2] La J-Crown se defendió durante poco más de un año. Mientras Último Dragon era campeón, los títulos aparecieron en Programación de World Championship Wrestling , ya que Dragon también celebró el Campeonato de peso crucero de WCW y el Campeonato de peso medio mundial de NWA en ese momento. [2] Cuando Liger fue campeón, perdió el WAR International Junior Heavyweight Championship ante Yuji Yasuraoka el 6 de junio de 1997 en Tokio , Japón . Liger, sin embargo, continuó defendiendo la J-Crown con siete títulos en lugar de ocho. Como parte de la introducción de un nuevo Campeonato de Peso semipesado de la WWF , la Federación Mundial de Lucha Libre exigió que el entonces actual campeón Shinjiro OtaniDevuelve el cinturón. Otani disolvió el J-Crown el 5 de noviembre de 1997, al dejar vacantes todos los títulos de los componentes excepto el Campeonato de Peso Pesado Junior IWGP , y los otros cinturones fueron restaurados a sus promociones locales. Cuando el título fue devuelto a la NWA, mantuvo el título vacante hasta 1999, cuando Logan Caine ganó un torneo.
En 2014, NWA comenzó a trabajar con New Japan Pro Wrestling. El campeón en ese momento, Chase Owens, defendió el título en varios eventos de NJPW. Durante la relación de trabajo, Jushin Thunder Liger y Tiger Mask ostentaron el título. El 1 de mayo de 2017, la empresa de William Patrick Corgan , Lightning One, Inc., compró la NWA, incluido su nombre, derechos, marcas comerciales y campeonatos. [3] La propiedad de Corgan entró en vigencia el 1 de octubre de 2017. [4] Si bien Corgan promovió otros títulos, el campeonato de peso pesado junior quedó vacante y no se usó.

### Torneo para reactivar el título
Se anunció en Hard Times 2, un torneo para restablecer el título.
|  | Octavos de final | Octavos de final | Octavos de final                             |                                              |               | Cuartos de final | Cuartos de final | Cuartos de final |  |                 | Semifinales     | Semifinales | Semifinales |  |          | Final    | Final | Final |  |
|  |                  |                  |                                              |                                              |               |                  |                  |                  |  |                 |                 |             |             |  |          |          |       |       |  |
|  |                  |                  |                                              |                                              |               |                  |                  |                  |  |                 |                 |             |             |  |          |          |       |       |  |
|  | Austin Aries     | Austin Aries     | Pin                                          |                                              |               |                  |                  |                  |  |                 |                 |             |             |  |          |          |       |       |  |
|  | Austin Aries     | Austin Aries     | Pin                                          |                                              |               |                  |                  |                  |  |                 |                 |             |             |  |          |          |       |       |  |
|  | Rhett Titus      | Rhett Titus      | 9:03                                         |                                              |               |                  |                  |                  |  |                 |                 |             |             |  |          |          |       |       |  |
|  | Rhett Titus      | Rhett Titus      | 9:03                                         |                                              | Austin Aries  | Austin Aries     | Pin              |                  |  |                 |                 |             |             |  |          |          |       |       |  |
|  |                  |                  |                                              |                                              | Austin Aries  | Austin Aries     | Pin              |                  |  |                 |                 |             |             |  |          |          |       |       |  |
|  |                  |                  | Luke Hawx                                    | Luke Hawx                                    | 8:29          |                  |                  |                  |  |                 |                 |             |             |  |          |          |       |       |  |
|  | Luke Hawx        | Luke Hawx        | Luke Hawx                                    | Luke Hawx                                    | 8:29          | Pin              |                  |                  |  |                 |                 |             |             |  |          |          |       |       |  |
|  | Luke Hawx        | Luke Hawx        |                                              |                                              |               |                  |                  |                  |  |                 |                 |             |             |  |          |          |       |       |  |
|  | PJ Hawx          | PJ Hawx          | 4:49                                         |                                              |               |                  |                  |                  |  |                 |                 |             |             |  |          |          |       |       |  |
|  | PJ Hawx          | PJ Hawx          | 4:49                                         |                                              |               |                  |                  |                  |  | Austin Aries    | Austin Aries    | ->          |             |  |          |          |       |       |  |
|  |                  |                  |                                              |                                              |               |                  |                  |                  |  | Austin Aries    | Austin Aries    | ->          |             |  |          |          |       |       |  |
|  |                  |                  | Colby Corino                                 | Colby Corino                                 | ->            |                  |                  |                  |  |                 |                 |             |             |  |          |          |       |       |  |
|  | C.W. Anderson    | C.W. Anderson    | Colby Corino                                 | Colby Corino                                 | ->            | Pin              |                  |                  |  |                 |                 |             |             |  |          |          |       |       |  |
|  | C.W. Anderson    | C.W. Anderson    |                                              |                                              |               |                  |                  |                  |  |                 |                 |             |             |  |          |          |       |       |  |
|  | Colby Corino     | Colby Corino     | 4:30                                         |                                              |               |                  |                  |                  |  |                 |                 |             |             |  |          |          |       |       |  |
|  | Colby Corino     | Colby Corino     | 4:30                                         |                                              | Colby Corino  | Colby Corino     | Pin              |                  |  |                 |                 |             |             |  |          |          |       |       |  |
|  |                  |                  |                                              |                                              | Colby Corino  | Colby Corino     | Pin              |                  |  |                 |                 |             |             |  |          |          |       |       |  |
|  |                  |                  | Kerry Morton                                 | Kerry Morton                                 | 9:00          |                  |                  |                  |  |                 |                 |             |             |  |          |          |       |       |  |
|  | Kerry Morton     | Kerry Morton     | Kerry Morton                                 | Kerry Morton                                 | 9:00          | Pin              |                  |                  |  |                 |                 |             |             |  |          |          |       |       |  |
|  | Kerry Morton     | Kerry Morton     |                                              |                                              |               |                  |                  |                  |  |                 |                 |             |             |  |          |          |       |       |  |
|  | Jamie Stanley    | Jamie Stanley    | 5:52                                         |                                              |               |                  |                  |                  |  |                 |                 |             |             |  |          |          |       |       |  |
|  | Jamie Stanley    | Jamie Stanley    | 5:52                                         |                                              |               |                  |                  |                  |  |                 |                 |             |             |  | Homicide | Homicide | Pin   |       |  |
|  |                  |                  |                                              |                                              |               |                  |                  |                  |  |                 |                 |             |             |  | Homicide | Homicide | Pin   |       |  |
|  |                  |                  | Austin Aries, Colby Corino y Darius Lockhart | Austin Aries, Colby Corino y Darius Lockhart | 9:39          |                  |                  |                  |  |                 |                 |             |             |  |          |          |       |       |  |
|  | Ariya Daivari    | Ariya Daivari    | Austin Aries, Colby Corino y Darius Lockhart | Austin Aries, Colby Corino y Darius Lockhart | 9:39          | Pin              |                  |                  |  |                 |                 |             |             |  |          |          |       |       |  |
|  | Ariya Daivari    | Ariya Daivari    |                                              |                                              |               |                  |                  |                  |  |                 |                 |             |             |  |          |          |       |       |  |
|  | J Spade          | J Spade          | 7:04                                         |                                              |               |                  |                  |                  |  |                 |                 |             |             |  |          |          |       |       |  |
|  | J Spade          | J Spade          | 7:04                                         |                                              | Ariya Daivari | Ariya Daivari    | 8:43             |                  |  |                 |                 |             |             |  |          |          |       |       |  |
|  |                  |                  |                                              |                                              | Ariya Daivari | Ariya Daivari    | 8:43             |                  |  |                 |                 |             |             |  |          |          |       |       |  |
|  |                  |                  | Darius Lockhart                              | Darius Lockhart                              | Pin           |                  |                  |                  |  |                 |                 |             |             |  |          |          |       |       |  |
|  | Darius Lockhart  | Darius Lockhart  | Darius Lockhart                              | Darius Lockhart                              | Pin           | Pin              |                  |                  |  |                 |                 |             |             |  |          |          |       |       |  |
|  | Darius Lockhart  | Darius Lockhart  |                                              |                                              |               |                  |                  |                  |  |                 |                 |             |             |  |          |          |       |       |  |
|  | Sal Rinauro      | Sal Rinauro      | 5:26                                         |                                              |               |                  |                  |                  |  |                 |                 |             |             |  |          |          |       |       |  |
|  | Sal Rinauro      | Sal Rinauro      | 5:26                                         |                                              |               |                  |                  |                  |  | Darius Lockhart | Darius Lockhart | ->          |             |  |          |          |       |       |  |
|  |                  |                  |                                              |                                              |               |                  |                  |                  |  | Darius Lockhart | Darius Lockhart | ->          |             |  |          |          |       |       |  |
|  |                  |                  | Homicide                                     | Homicide                                     | ->            |                  |                  |                  |  |                 |                 |             |             |  |          |          |       |       |  |
|  |                  |                  | Homicide                                     | Homicide                                     | ->            |                  |                  |                  |  |                 |                 |             |             |  |          |          |       |       |  |
|  |                  |                  |                                              |                                              |               |                  |                  |                  |  |                 |                 |             |             |  |          |          |       |       |  |
|  |                  |                  |                                              |                                              |               |                  |                  |                  |  |                 |                 |             |             |  |          |          |       |       |  |
|  |                  |                  |                                              |                                              |               |                  |                  |                  |  |                 |                 |             |             |  |          |          |       |       |  |
|  |                  |                  |                                              |                                              |               |                  |                  |                  |  |                 |                 |             |             |  |          |          |       |       |  |
|  |                  |                  |                                              |                                              |               |                  |                  |                  |  |                 |                 |             |             |  |          |          |       |       |  |
|  |                  |                  |                                              |                                              |               |                  |                  |                  |  |                 |                 |             |             |  |          |          |       |       |  |
|  |                  |                  |                                              |                                              |               |                  |                  |                  |  |                 |                 |             |             |  |          |          |       |       |  |
|  |                  |                  |                                              |                                              |               |                  |                  |                  |  |                 |                 |             |             |  |          |          |       |       |  |
|  |                  |                  |                                              |                                              |               |                  |                  |                  |  |                 |                 |             |             |  |          |          |       |       |  |
|  |                  |                  |                                              |                                              |               |                  |                  |                  |  |                 |                 |             |             |  |          |          |       |       |  |

1. ↑  Stanley derrotó a Jeremiah Plunkett, Alex Taylor y a Miguel Robles en un Fatal-4 Way Match clasificando al Torneo en el NWA Powerrr emitido el 4 de enero de 2021
2. ↑  Homicide ganó el Junior Heavyweight Gauntlet Match en el Pre-Show de Hard Times 2 para clasificar directamente a la Semifinal del Torneo

## Lista de campeones

### Campeón actual
El actual campeón es Colby Corino, quien se encuentra en su primer reinado como campeón. Corino ganó el título tras derrotar a Kerry Morton el 26 de agosto de 2023 en la Noche 1 de NWA 75th. 
Alonzo todavía no registra hasta el 1 de agosto de 2025 las siguientes defensas televisadas:
| N.º                         | Luchador             | N.º   | Fecha                    | Días  | Show o evento                                   | Notas |
| --------------------------- | -------------------- | ----- | ------------------------ | ----- | ----------------------------------------------- | --- |
| 1                           | Ken Fenelon          | 1     | Mayo de 1945             |       |                                                 | Fenelon fue premiado con el título por Pinkie George, fundador de la NWA. |
| 2                           | Marshall Esteppe     | 1     | 30 de mayo de 1945       | 216   | Toronto, Iowa                                   | |
| 3                           | Larry Tillman        | 1     | 1 de enero de 1946       | 69    | Des Moines, Iowa                                | |
| 4                           | Ken Fenelon          | 2     | 11 de marzo de 1946      | 301   | Des Moines, Iowa                                | |
| 5                           | Marshall Esteppe     | 2     | 6 de enero de 1947       | 77    | Des Moines, Iowa                                | |
| 6                           | Ray Steele           | 1     | 24 de marzo de 1947      | 35    | Des Moines, Iowa                                | |
| 7                           | Marshall Esteppe     | 3     | 28 de abril de 1947      | 77    | Des Moines, Iowa                                | |
| 8                           | Billy Goelz          | 1     | 16 de marzo de 1948      | 159   | Des Moines, Iowa                                | |
| 9                           | Al Williams          | 1     | 22 de agosto de 1948     | 14    | Des Moines, Iowa                                | |
| 10                          | Billy Goelz          | 2     | 5 de septiembre de 1948  | 114   | Des Moines, Iowa                                | Reconocimiento retirado en el 49 cuando NWA selecciona a Leroy McGuirk como campeón. |
| 11                          | Leroy McGuirk        | 1     | 28 de diciembre de 1949  | 41    | Des Moines, Iowa                                | Ver listaSe unificaron el National Boxing/Wrestling Association y el World Junior Heavyweight Championship a favor del título National Wrestling Alliance. |
|                             | Vacante              |       |                          |       |                                                 | Ver listaVacante el 7 de febrero de 1950 cuando McGuirk sufrió un accidente automovilístico. |
| 12                          | Verne Gagne          | 1     | 13 de noviembre de 1950  | 371   | Tulsa, Oklahoma                                 | Ver listaDerrotó a Sonny Myers en la final de un torneo. |
| 13                          | Danny McShain        | 1     | 19 de noviembre de 1951  |       | Memphis, Tennessee                              | |
| 14                          | Baron Michele Leone  | 1     | Agosto de 1953           |       | Los Ángeles, California                         | |
| 15                          | Ed Francis           | 1     | 11 de abril de 1955      | 364   | Tulsa, Oklahoma                                 | |
| 16                          | Mike Clancy          | 1     | 10 de abril de 1956      | 350   | Oklahoma City, Oklahoma                         | |
| 17                          | Fred Blassie         | 1     | 26 de marzo de 1957      | 0     | Nashville, Tennessee                            | |
|                             | Vacante              |       |                          |       |                                                 | Quedó vacante inmediatamente luego del combate, al terminar controversialmente la lucha. |
| 18                          | Mike Clancy          | 2     | 9 de abril de 1957       | 254   | Nashville, Tennessee                            | Ver listaDerrotó a Fred Blassie. |
|                             | Vacante              |       |                          |       |                                                 | Ver listaQuedó vacante el 12 de noviembre, Mike Clancy derrotó a Jackie Fargo por descalificación el 15 de noviembre. |
| 19                          | Mike Clancy          | 3     | 19 de noviembre de 1957  |       | Nashville, Tennessee                            | Ver listaDerrotó a Fred Blassie. |
| 20                          | Angelo Savoldi       | 1     | Febrero de 1958          |       | Oklahoma City, Oklahoma                         | |
| 21                          | Dory Funk            | 1     | 5 de junio de 1958       | 36    | Amarillo, Texas                                 | |
| 22                          | Angelo Savoldi       | 2     | 11 de julio de 1958      | 224   | Oklahoma City, Oklahoma                         | |
| 23                          | Ivan the Terrible    | 1     | 20 de febrero de 1959    | 14    | Oklahoma City, Oklahoma                         | |
| 24                          | Angelo Savoldi       | 3     | 6 de marzo de 1959       | 84    | Oklahoma City, Oklahoma                         | |
| 25                          | Mike DiBiase         | 1     | 29 de mayo de 1959       | 84    | Oklahoma City, Oklahoma                         | |
| 26                          | Angelo Savoldi       | 4     | 21 de agosto de 1959     | 336   | Oklahoma City, Oklahoma                         | |
| 27                          | Danny Hodge          | 1     | 22 de julio de 1960      | 1.450 | Oklahoma City, Oklahoma                         | |
| 28                          | Hiro Matsuda         | 1     | 11 de julio de 1964      | 125   | Tampa, Florida                                  | |
| 29                          | Angelo Savoldi       | 5     | 13 de noviembre de 1964  | 161   | Oklahoma City, Oklahoma                         | |
| 30                          | Danny Hodge          | 2     | 23 de abril de 1965      | 214   | Tulsa, Oklahoma                                 | |
| 31                          | Lorenzo Parente      | 1     | 23 de noviembre de 1965  | 42    | Little Rock, Arkansas                           | |
| 32                          | Danny Hodge          | 3     | 4 de enero de 1966       | 10    | Little Rock, Arkansas                           | |
| 33                          | Lorenzo Parente      | 2     | 14 de enero de 1966      | 29    | Tulsa, Oklahoma                                 | |
| 34                          | Joe McCarthy         | 1     | 12 de febrero de 1966    | 80    | Oklahoma City, Oklahoma                         | |
| 35                          | Danny Hodge          | 4     | 3 de mayo de 1966        | 1.532 | Little Rock, Arkansas                           | |
| 36                          | Sputnik Monroe       | 1     | 13 de julio de 1970      | 28    | Shreveport, Luisiana                            | |
| 37                          | Danny Hodge          | 5     | 10 de agosto de 1970     | 283   | Shreveport, Luisiana                            | |
| 38                          | Roger Kirby          | 1     | 20 de mayo de 1971       | 113   | Nueva Orleans, Luisiana                         | |
| 39                          | Ramon Torres         | 1     | 10 de septiembre de 1971 | 84    | Monroe, Luisiana                                | |
| 40                          | Dr. X                | 1     | 3 de diciembre de 1971   | 108   | Oklahoma City, Oklahoma                         | |
| 41                          | Danny Hodge          | 6     | 20 de marzo de 1972      | 639   | Shreveport, Luisiana                            | |
| 42                          | Ken Mantell          | 1     | 19 de diciembre de 1973  | 542   | Jackson, Misisipi                               | Ver listaEl 17 de septiembre de 1974, Mantell perdió el título ante Wrestling Pro en una decisión discutida; el título cambio de manos siendo reconocido solo por el territorio de Gulf Coast. Mantell derrotó a Pro el 5 de noviembre de 1974 para convertirse en el campeón indiscutido. |
| †                           | Wrestling Pro        | 1†    | 17 de septiembre de 1974 | 49    | Mobile, Alabama, US                             | |
| †                           | Ken Mantell          | 1(2)  | 5 de noviembre de 1974   | 221   | —                                               | |
| 43                          | Hiro Matsuda         | 2     | 14 de junio de 1975      | 262   | San Petersburgo, Florida                        | |
| 44                          | Danny Hodge          | 7     | 2 de marzo de 1976       | 13    | Shreveport, Luisiana                            | |
|                             | Vacante              |       |                          |       |                                                 | Ver listaQuedó vacante el 15 de marzo de 1976, cuando Hodge se retiró de la lucha libre al sufrir una lesión al romperse su cuello en un accidente automovilístico. |
| 45                          | Pat Barret           | 1     | 28 de septiembre de 1976 | 65    | Nueva Orleans, Luisiana                         | Ver listaDerrotó a Nelson Royal en la final de un torneo. |
| 46                          | Ron Starr            | 1     | 2 de diciembre de 1976   | 4     | Nueva Orleans, Luisiana                         | |
| 47                          | Nelson Royal         | 1     | 6 de diciembre de 1976   | 566   | Nueva Orleans, Luisiana                         | Ver listaRoyal perdió su título ante Chavo Guerrero, Sr. en abril de 1978 y lo volvió a ganar luego ese mismo año; este cambio no fue oficial. |
| 48                          | Chavo Guerrero, Sr.  | 1     | 24 de febrero de 1978    |       |                                                 | |
| 49                          | Nelson Royal         | 2     | 1978                     |       |                                                 | |
| 50                          | Al Madril            | 1     | 25 de junio de 1978      | 398   | Houston, Texas                                  | |
| 51                          | Nelson Royal         | 3     | 28 de julio de 1979      |       |                                                 | Royal ganó por ausencia o no show, cuando Madril se encontraba muy enfermo para sistir a la revancha. |
|                             | Vacante              |       |                          |       |                                                 | Ver listaVacante en diciembre de 1979, cuando Royal se retiró de la lucha libre; Steve Keirn derrotó a Chavo Guerrero, Sr. en Los Angeles, CA el 10 de diciembre para ganar el aparente título vacante, pero la NWA no lo reconoció, a pesar de ser reconocido por la New Japan Pro Wrestling, así como por Los Angeles y Florida; Esta versión fue luego renombrada a NWA International Junior Heavyweight Championship. |
| 52                          | Ron Starr            | 2     | 11 de febrero de 1980    |       | Tulsa, Oklahoma                                 | Ver listaDerrotó a Les Thornton en la final de un torneo. |
| 53                          | Les Thornton         | 1     | marzo de 1980            |       |                                                 | Ver listaThornton ganó por ausencia. |
| 54                          | Jerry Stubbs         | 1     | 26 de enero de 1981      | 5     | Mobile, Alabama                                 | |
| 55                          | Les Thornton         | 2     | 31 de enero de 1981      | 127   | Dothan, Alabama                                 | |
| 56                          | Terry Taylor         | 1     | 7 de junio de 1981       | 13    | Roanoke, Virginia                               | |
| 57                          | Les Thornton         | 3     | 20 de junio de 1981      | 88    | Roanoke, Virginia                               | |
| 58                          | Gerald Brisco        | 1     | 16 de septiembre de 1981 | 30    | Miami, Florida                                  | |
| 59                          | Les Thornton         | 4     | 16 de octubre de 1981    | 221   | Knoxville, Tennessee                            | Ver listaDurante un tour en Puerto Rico con la World Wrestling Council, Thornton ganó y derrotó a Joe Lightfoot el 7 y el 14 de noviembre respectivamente; Dichos cambios no fueron reconocidos. |
| 60                          | Joe Lightfoot        | 1     | 7 de noviembre de 1981   | 7     | House Show in Bayamón, Puerto Rico              | Fue promovido por Capitol Sports Promotions. |
| 61                          | Les Thornton         | 5     | 14 de noviembre de 1981  | 192   | House Show in San Juan, Puerto Rico             | Fue promovido por Capitol Sports Promotions. |
| 62                          | Tiger Mask           | 1     | 25 de mayo de 1982       | 313   | Big Fight Series (Shizuoka, Japón)              | Ver listaEn 1982, algunas promotoras de América del Norte declararon el título vacante cuando Tiger Mask luchaba en la World Wrestling Federation; Sin embargo, durante una reunión anual con la NWA y la New Japan Pro Wrestling, se anunció que Tiger Mask seguía siendo reconocido como el campeón oficial. |
|                             | Vacante              |       |                          |       |                                                 | Ver listaVacante el 3 de abril de 1983, cuando Tiger Mask se lesionara dos días antes. |
| 63                          | Tiger Mask           | 2     | 2 de junio de 1983       | 71    | Tokio, Japón                                    | Ver listaDerrotó a Kuniaki Kobayashi en una lucha decisiva. |
|                             | Vacante              |       |                          |       |                                                 | Ver listaVacante el 12 de agosto de 1983, cuando Tiger Mask se retiró de la lucha libre. |
| 64                          | The Cobra            | 1     | 3 de noviembre de 1983   | 633   | Tokio, Japón                                    | Derrotó a Davey Boy Smith en una lucha decisiva. En este tiempo, Les Thornton es reconocido por las promociones de los Estados Unidos como campeón. |
|                             | Les Thornton         | 6     | 14 de noviembre de 1983  | 201   | —                                               | Georgia Championship Wrestling anunció que Thornton había ganado un torneo (ficticio) para convertirse en campeón. |
| —                           | Vacante              | —     | 2 de junio de 1984       | —     | —                                               | Los promotores estadounidenses dejaron vacante su versión del título después de que Les Thornton se uniera a la World Wrestling Federation (WWF) antes de su adquisición de Georgia Championship Wrestling. Thornton continuó considerándose campeón, defendiendo el título en eventos no televisados de la WWF en Georgia.                                                                                               |
|                             | Héctor Guerrero      | 1     | 13 de julio de 1984      | 81    | —                                               | Jim Crockett Promotions anunció que Guerrero había ganado un torneo (ficticio) para proclamarse campeón. |
|                             | Mike Davis           | 1     | 2 de octubre de 1984     | 112   | House Show in Albuquerque, Nuevo México         | Fue promovido por Jim Crockett Promotions. |
|                             | Denny Brown          | 1     | 22 de noviembre de 1984  | 248   | Starrcade '84: The Million Dollar Challenge     | Fue promovido por Jim Crockett Promotions . |
| 65                          | Hiro Saito           | 1     | 28 de julio de 1985      | 0     | Burning Spirit in Summer (Osaka, Japón)         | Este combate fue promocionado por New Japan Pro-Wrestling |
| 66                          | The Cobra            | 2     | 28 de julio de 1985      | 4     | Burning Spirit in Summer (Osaka, Japón)         | Este combate fue promocionado por New Japan Pro-Wrestling. |
|                             | Vacante              |       |                          |       |                                                 | Ver listaVacante el 1 de agosto de 1985. |
| 67                          | Denny Brown          | 1 (2) | 1 de agosto de 1985      | 14    | N/A                                             | Ver listaGanó le versión disputada en Starrcade 1984 al derrotar a Mike Davis; reconocido como campeón por el vicepresidente de la NWA Shohei Baba, promotor de la All Japan Pro Wrestling, luego de la rivalidad con la pomotora New Japan Pro Wrestling cuando se retiró de la NWA. |
| 68                          | Gary Royal           | 1     | 15 de agosto de 1985     | 31    | House Show in San Luis, Misuri                  | |
| 69                          | Denny Brown          | 2     | 15 de septiembre de 1985 | 321   | Atlanta, Georgia                                | Esta lucha fue promocionada por Jim Crockett Promotions. La lucha entre Brown y Gary Royal se emitió más tarde en NWA World Championship Wrestling con retraso. |
| 70                          | Steve Regal          | 1     | 2 de agosto de 1986      | 30    | Atlanta, Georgia                                | Este partido fue promocionado por Jim Crockett Promotions. |
| 71                          | Denny Brown          | 3     | 1 de septiembre de 1986  | 187   | Greenville, Carolina del Sur                    | Este partido fue promocionado por Jim Crockett Promotions. |
| 72                          | Lazor Tron           | 1     | 7 de marzo de 1987       | 215   | Atlanta, Georgia                                | Esta lucha fue promocionada por Jim Crockett Promotions. La lucha entre Lazor Tron y Denny Brown se emitió más tarde en NWA World Championship Wrestling con retraso de grabación. Lazor Tron había ganado anteriormente una versión disputada del título bajo el nombre de ring de Héctor Guerrero. |
|                             | Vacante              |       |                          |       |                                                 | Ver listaVacante en 1987 cuando Tron abandonó la World Championship Wrestling. |
| 73                          | Nelson Royal         | 4     | 16 de octubre de 1987    | 280   | House Show in Columbia, Carolina del Sur        | Ver listaRoyal fue premiado al recibir el título. Abandonó la WCW en 1988, en cuyo punto Masanobu Fuchi, el reinante (AJPW) World Junior Heavyweight Champion, no es reconocido como nuevo campeón. Sin embargo, Royal continuó defendiendo el título por el país en 1989, cuando fue abandonado. |
|                             | Vacante              |       |                          |       |                                                 | Ver listaAbandonado en 1989. |
|                             | Masayoshi Motegi     | 1     | 30 de agosto de 1995     | 338   | Tokio, Japón                                    | Ver listaDerrotó a El Hijo del Santo en la final de un torneo cuando la NWA reinstauró el título. |
|                             | The Great Sasuke     | 1     | 2 de agosto de 1996      | 70    | Tokio, Japón                                    | Ver listaGanó un torneo donde compitieron ocho luchadores, para decidir al campeón J-Crown, del cual es una combinación de ocho campeonatos de tipo Peso Pesado Junior. Estos títulos están considerados técnicamente separados, en contraposición a un campeonato unificado, y sigue siendo defendido. |
| 83                          | Último Dragón        | 1     | 11 de octubre de 1996    | 85    | WAR OSAKA CRUSH NIGHT! en Osaka, Japón          | Promovido por Wrestle Association-R. |
| 84                          | Jushin Thunder Liger | 1     | 4 de enero de 1997       | 183   | Wrestling World en Tokio, Japón                 | Promocionado por New Japan Pro Wrestling. |
| 85                          | El Samurai           | 1     | 6 de julio de 1997       | 35    | Summer Struggle 1997 en Sapporo, Japón          | Promocionado por New Japan Pro Wrestling. |
| 86                          | Shinjiro Otani       | 1     | 10 de agosto de 1997     | 87    | The Four Heaven in Nagoya Dome en Nagoya, Japón | Promocionado por New Japan Pro Wrestling. |
|                             | Vacante              |       |                          |       |                                                 | Ver listaVacante el 5 de noviembre de 1997, cuando J-Crown fue desmaterializado. |
|                             | Logan Caine          | 1     | 5 de marzo de 1999       | 237   | Parkersburg, Virginia Occidental                | Ver listaDerrotó a Viper en la final de un torneo. |
|                             | Vacante              |       |                          |       |                                                 | Ver listaDespojado el 28 de octubre de 1999 durante una ausencia por una lucha por el título ante Vince Kaplack. |
|                             | Vince Kaplack        | 1     | 28 de octubre de 1999    | 78    | Pittsburgh, Pensilvania                         | Ver listaDerrotó a Chris Hero en reemplazo de Logan Caine. |
|                             | Tony Kozina          | 1     | 14 de enero de 2000      | 190   | North Versailles, Pensilvania                   | |
|                             | Rockford 2000        | 1     | 22 de julio de 2000      | 35    | Surrey, Columbia Británica                      | |
|                             | Tony Kozina          | 2     | 30 de agosto de 2000     | 39    |                                                 | Ver listaGalardonado con el título por la NWA, cuando se realizó una minuciosa revisión al video de la lucha por los altos oficiales de su lucha titular ante Rockford y Kozina el 26 de agosto. |
| 92                          | Vince Kaplack        | 2     | 14 de octubre de 2000    | 175   | NWA 52nd Anniversary Show                       | |
| 93                          | Rocky Reynolds       | 1     | 7 de abril de 2001       | 27    | Pennsboro, Virginia Occidental                  | |
| 94                          | Mike Thunder         | 1     | 4 de mayo de 2001        | 109   | North Richland Hills, Texas                     | |
| 95                          | Lex Lovett           | 1     | 21 de agosto de 2001     | 53    | Tampa, Florida                                  | |
| 96                          | Jason Rumble         | 1     | 13 de octubre de 2001    | 112   | NWA 53rd Anniversary Show                       | Derrotó a Lovett, Jimmy Rave, Brandon K & BJ Turner en un Fatal-5 Way Match. |
| 97                          | Rocky Reynolds       | 2     | 2 de febrero de 2002     | 14    | Titusville, Pensilvania                         | Promovido por NWA East. |
| 98                          | Jason Rumble         | 2     | 16 de febrero de 2002    | 49    | Malden, Massachusetts                           | |
| 99                          | Rocky Reynolds       | 3     | 6 de abril de 2002       | 56    | Parkersburg, Virginia Occidental                | |
| 100                         | Jimmy Rave           | 1     | 29 de junio de 2002      | 42    | Cornelia, Georgia                               | Derrotó a Reynolds y a Jeremy López en un Triple Threat Match. |
| 101                         | Star                 | 1     | 10 de agosto de 2002     | 7     | Columbia, Tennessee                             | |
| 102                         | Jimmy Rave           | 2     | 17 de agosto de 2002     | 154   | Columbia, Tennessee                             | |
| 103                         | Brother Love         | 1     | 18 de enero de 2003      | 140   | Greenville, Misisipi                            | |
| 104                         | Rocky Reynolds       | 4     | 7 de junio de 2003       | 56    | Parkersburg, Virginia Occidental                | |
| 105                         | Chris Draven         | 1     | 2 de agosto de 2003      | 161   | Parkersburg, Virginia Occidental                | |
| 106                         | Jerrelle Clark       | 1     | 10 de enero de 2004      | 281   | San Petersburgo, Florida                        | |
| 107                         | Jason Rumble         | 3     | 17 de octubre de 2004    | 312   | Winnipeg, Manitoba                              | Ver listaDerrotó a Clark y Vance Desmond en un Triple Threat Match en el NWA 56th Anniversary Show. |
| 108                         | Black Tiger IV       | 1     | 25 de agosto de 2005     | 178   | Columbia, Tennessee                             | también el Campeonato Junior Peso Pesado de IWGP el 8 de octubre. |
| 109                         | Tiger Mask IV        | 1     | 19 de febrero de 2006    | 446   | Circuit 2006 Acceleration en Tokio, Japón       | También ganó el Campeonato Junior Peso Pesado de IWGP que estuvo en juego. |
| 110                         | Mike Quackenbush     | 1     | 11 de mayo de 2007       | 1.275 | Portage, Indiana                                | Promovido por Fight Sports Midwest. |
| 111                         | Craig Classic        | 1     | 6 de noviembre de 2010   | 247   | November Coming Fire en Fort Pierce, Florida    | |
|                             | Vacante              |       |                          |       |                                                 | Ver listaClassic renunció al título el 11 de julio de 2011, en protesta a The Sheik para ser despojado del NWA World Heavyweight Championship. Classic impuso su versión del título a la Pro Wrestling Zero1 como New Wrestling Alliance championship. |
| 112                         | Kevin Douglas        | 1     | 7 de octubre de 2011     | 373   | Charlotte, Carolina del Norte                   | Ver listaDerrotó a Chase Owens en la final de un torneo. |
|                             | Vacante              |       |                          |       |                                                 | Ver listaDouglas fue despojdo del título por no-showing al no defender su título el 13 de octubre de 2012 ante Chase Owens. Un torneo se celebró en Kingsport, Tennessee, en lugar de una lucha Douglas-Owens. |
| 113                         | Chase Owens          | 1     | 13 de octubre de 2012    | 302   | Kingsport, Tennessee                            | Ver listaDerrotó a Matt Conard y Zac Vincent en la final de un torneo. |
| 114                         | Jason Kincaid        | 1     | 10 de agosto de 2013     | 69    | Kingsport, Tennessee                            | |
| 115                         | Chase Owens          | 2     | 18 de octubre de 2013    | 78    | Houston, Texas                                  | |
| 116                         | Ricky Morton         | 1     | 4 de enero de 2014       | 62    | Kingsport, Tennessee                            | |
| 117                         | Chase Owens          | 3     | 7 de marzo de 2014       | 246   | Church Hill, Tennessee                          | |
| 118                         | Jushin Thunder Liger | 2     | 8 de noviembre de 2014   | 156   | Osaka, Japón                                    | Promocionado por New Japan Pro Wrestling. |
| 119                         | Steve Anthony        | 1     | 13 de abril de 2015      | 163   | Vendetta Pro Casino Royale en Las Vegas, Nevada | Promovido por Vendetta Pro Wrestling. |
| 120                         | Tiger Mask IV        | 2     | 23 de septiembre de 2015 | 178   | Destruction in Okayama                          | Promocionado por New Japan Pro Wrestling. |
| 121                         | Steve Anthony        | 2     | 19 de marzo de 2016      | 112   | Nagoya, Japón                                   | Promocionado por New Japan Pro Wrestling. |
| 122                         | John Saxon           | 1     | 9 de julio de 2016       | 275   | Pensacola, Florida                              | |
| 123                         | Arrick Andrews       | 1     | 8 de abril de 2017       | 41    | Dyersburg, Tennessee                            | Promovido por NWA Mid-South. |
| 124                         | Mr. USA              | 1     | 19 de mayo de 2017       | 85    | Franklin, Kentucky                              | Promovido por NWA New-South . |
| 125                         | Barrett Brown        | 1     | 12 de agosto de 2017     | 49    | Dyersburg, Tennessee                            | Promovido por NWA Mid-South. |
|                             | Vacante              |       |                          |       |                                                 | Ver listaSe desocupó cuando NWA rescindió los contratos con sus licencias. |
| National Wrestling Alliance |                      |       |                          |       |                                                 | |
| 126                         | Homicide             | 1     | 20 de marzo de 2022      | 238   | Crockett Cup - Noche 2                          | Derrotó a Austin Aries, Colby Corino y a Darius Lockhart en la final de un torneo. |
| 127                         | Kerry Morton         | 1     | 12 de noviembre de 2022  | 288   | Hard Times III: In New Orleans                  | . |
| 128                         | Colby Corino         | 1     | 26 de agosto de 2023     | 189   | NWA 75th Anniversary Show - Noche 1             | [ 2 ] [ 3 ] |
| 129                         | Joe Alonzo           | 1     | 2 de marzo de 2024       | 120   | NWA Power: Hard Times 4                         | Emitido el 9 de abril. |
| 130                         | Alex Taylor          | 1     | 28 de junio de 2024      | 399+  | NWA Chicago: Endless Summer                     | . |

## Total de días con el título

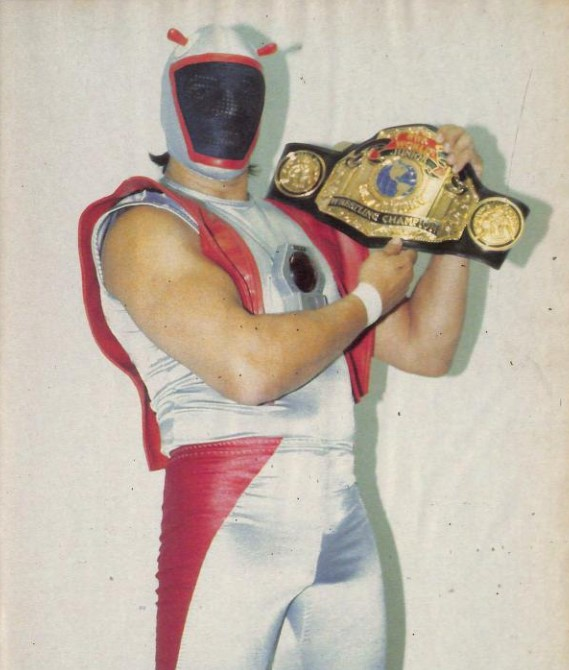
Lazor-Tron posee un reinado de 215 días.

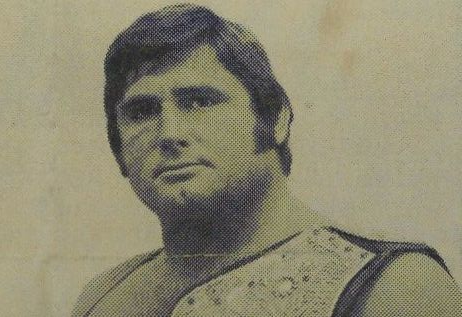
Les Thornton fue 6 veces campeón

| + | Indica el campeón actual |

| N.º | Campeón                    | Reinados | Total de días |
| --- | -------------------------- | -------- | ------------- |
| 1   | Danny Hodge                | 7        | 4134          |
| 2   | Mike Quackenbush           | 1        | 1275          |
| 3   | Angelo Savoldi             | 5        | 902           |
| 4   | Nelson Royal               | 6        | 846           |
| 5   | Mike Clancy                | 3        | 768           |
| 6   | Denny Brown                | 3(4)     | 756           |
| 7   | Danny McShain              | 1        | 637           |
| 8   | The Cobra                  | 2        | 637           |
| 9   | Chase Owens                | 3        | 626           |
| 10  | Tiger Mask IV              | 2        | 624           |
| 11  | Baron Michele Leone        | 1        | 566           |
| 12  | Hiro Matsuda               | 2        | 548           |
| 13  | Ken Mantell                | 1        | 542           |
| 14  | Jason Rumble               | 3        | 473           |
| 15  | Les Thornton               | 6        | 436           |
| 16  | Alex Taylor                | 1        | 399+          |
| 17  | Al Madril                  | 1        | 398           |
| 18  | Tiger Mask                 | 2        | 384           |
| 19  | Kevin Douglas              | 1        | 373           |
| 20  | Verne Gagne                | 1        | 371           |
| 21  | Marshall Esteppe           | 3        | 370           |
| 22  | Ed Francis                 | 1        | 364           |
| 23  | Jushin Thunder Liger       | 2        | 339           |
| 24  | Masayoshi Motegi           | 1        | 338           |
| 25  | Ken Fenelon                | 2        | 301           |
| 26  | Kerry Morton               | 1        | 288           |
| 27  | Jerrelle Clark             | 1        | 281           |
| 28  | Steve Anthony              | 2        | 275           |
| 29  | John Saxon                 | 2        | 275           |
| 30  | Vince Kaplack              | 2        | 253           |
| 31  | Craig Classic              | 1        | 247           |
| 32  | Homicide                   | 1        | 238           |
| 33  | Logan Caine                | 1        | 237           |
| 34  | Tony Kozina                | 2        | 229           |
| 35  | Jimmy Rave                 | 2        | 196           |
| 36  | Colby Corino               | 1        | 189           |
| 37  | Rocky Reynolds             | 4        | 181           |
| 38  | Black Tiger IV             | 1        | 178           |
| 39  | Chris Draven               | 1        | 161           |
| 40  | Billy Goelz                | 2        | 159           |
| 41  | Brother Love               | 1        | 140           |
| 42  | Joe Alonzo                 | 1        | 120           |
| 43  | Roger Kirby                | 1        | 113           |
| —   | Mike Davis                 | 1†       | 112           |
| 44  | Mike Thunder               | 1        | 109           |
| 45  | Dr. X                      | 1        | 108           |
| 46  | Shinjiro Otani             | 1        | 87            |
| 47  | Último Dragón              | 1        | 85            |
| 47  | Mr. USA                    | 1        | 85            |
| 49  | Mike DiBiase               | 1        | 84            |
| 49  | Ramón Torres               | 1        | 84            |
| 51  | Hector Guerrero/Lazor Tron | 1(2)     | 81            |
| 52  | Joe McCarthy               | 1        | 80            |
| 53  | Chavo Guerrero Sr.         | 2        | 79            |
| 54  | Lorenzo Parente            | 2        | 71            |
| 55  | The Great Sasuke           | 1        | 70            |
| 56  | Pat Barrett                | 1        | 69            |
| 56  | Larry Tillman              | 1        | 69            |
| 56  | Jason Kincaid              | 1        | 69            |
| 59  | Ricky Morton               | 1        | 62            |
| 60  | Lex Lovett                 | 1        | 53            |
| —   | Wrestling Pro              | 1†       | 49            |
| 61  | Barrett Brown              | 1        | 49            |
| 62  | Arrick Andrews             | 1        | 41            |
| 62  | Leroy McGuirk              | 1        | 41            |
| 64  | Dory Funk                  | 1        | 36            |
| 65  | Ray Steele                 | 1        | 35            |
| 65  | El Samurai                 | 1        | 35            |
| 67  | Gary Royal                 | 1        | 31            |
| 68  | Steve Regal                | 1        | 30            |
| 69  | Sputnik Monroe             | 1        | 28            |
| 70  | Al Williams                | 1        | 14            |
| 70  | Ivan El Terrible           | 1        | 14            |
| 72  | Joe Lightfoot              | 1        | 7             |
| 72  | Star                       | 1        | 7             |
| 74  | Jerry Stubbs               | 1        | 5             |
| 75  | Ron Starr                  | 2        | 4             |
| 76  | Scott Armstrong            | 2        | 1             |
| 76  | Les Anderson               | 2        | 1             |
| 78  | Hiro Saito                 | 1        | 0             |
| 78  | Fred Blassie               | 1        | 0             |
| 80  | Rock the Hunter            | 1        | N/A           |

### Mayor cantidad de reinados
| Reinados | Luchador (es)                                                                  |
| -------- | ------------------------------------------------------------------------------ |
| 7 veces  | Danny Hodge                                                                    |
| 6 veces  | Nelson Royal, Les Thornton                                                     |
| 5 veces  | Angelo Savoldi                                                                 |
| 4 veces  | Rocky Reynolds                                                                 |
| 3 veces  | Marshall Esteppe, Jason Rumble, Chase Owens                                    |
| 2 veces  | Lorenzo Parente, Hiro Matsuda, Tiger Mask, Jushin Thunder Liger, Tiger Mask IV |